# Borne-colonne de Brienne
La borne-colonne de Brienne est une borne routière de l'ancien régime, située à Brienne, dans le département français de Saône-et-Loire. Implantée au début du XVIIIe siècle, elle indique, gravés sur la colonne, les itinéraires possibles à partir de Brienne.

## Présentation
Implantée à l’ouest de Cuisery et du pont de la Seille, au "guidon" (carrefour des D 975 et D 971), la colonne, en pierre calcaire, marquait la bifurcation de la grande transversale est-ouest n° 34 de la Franche-Comté (près de Beaurepaire) au Bourbonnais et au Nivernais (Bourbon-Lancy) avec la route n° 37 de Bourg à Chalon par Romenay, Cuisery et Simandre.
La borne désigne en outre la direction de Besançon par Louhans, Lons-le-Saunier, Poligny, Arbois, et comme direction secondaire Saint-Amour (Jura). Bien mise en valeur par une aire fleurie d’information touristique, la pierre et les inscriptions sont sensiblement dégradées
Cette borne date du XVIIIe siècle, et fait l’objet d’une inscription au titre des monuments historiques en 1939.  